# Dwars door Vlaanderen
La Dwars door Vlaanderen (it.: Attraverso le Fiandre), nota anche con il nome francese À travers les Flandres, è una corsa in linea di ciclismo su strada maschile, parte delle cosiddette corse classiche del pavé, che si svolge annualmente nella regione delle Fiandre, in Belgio. Per tradizione si disputa il mercoledì dell'ultima settimana di marzo, cioè una settimana e mezza prima del più famoso Giro delle Fiandre, e si conclude nella città di Waregem. Dal 2017 fa parte del calendario UCI World Tour nella categoria 1.UWT, collocata quattro giorni prima della Ronde.

## Storia
Disputato come corsa a tappe nel 1945 e 1946 e dal 1948 al 1964, e un tempo conosciuto col nome di Dwars door België ("Attraverso il Belgio"), l'evento ha avuto nella stragrande maggioranza dei casi un vincitore belga oppure olandese.
Nel 1966 Eddy Merckx, primo al traguardo, fu squalificato a vantaggio di Walter Godefroot, e la stessa sorte toccò rispettivamente a Eddy Planckaert e John Talen ventidue anni dopo. L'edizione 1971 non venne organizzata.

## Albo d'oro

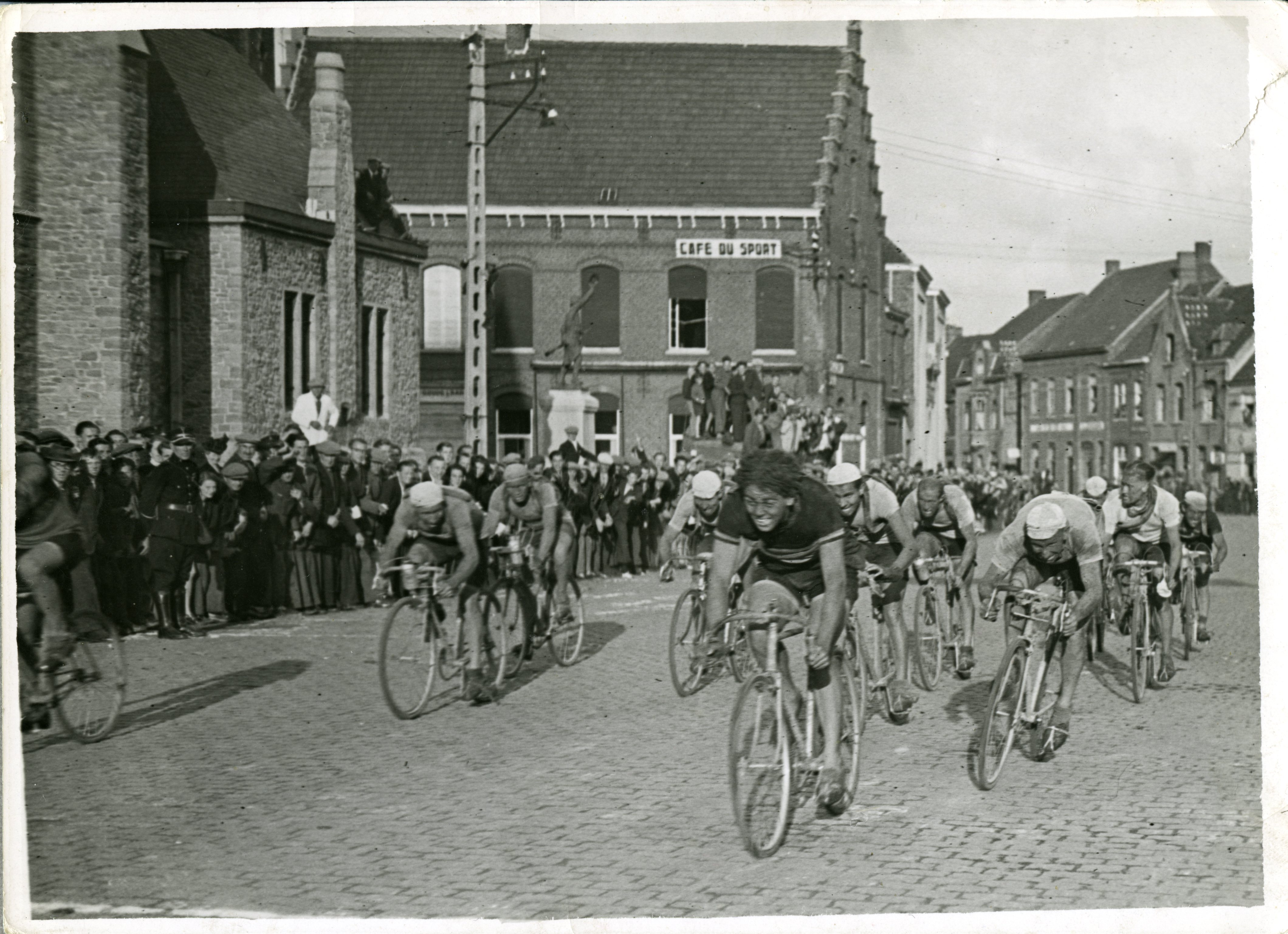
Rik Van Steenbergen vince il primo Dwars Door België, 1945

Aggiornato all'edizione 2025.
| Anno                  | Vincitore                                    | Secondo                                      | Terzo                                        |
| Dwars door België     | Dwars door België                            | Dwars door België                            | Dwars door België                            |
| --------------------- | -------------------------------------------- | -------------------------------------------- | -------------------------------------------- |
| 1945                  | Rik Van Steenbergen                          | Briek Schotte                                | Norbert Callens                              |
| 1946                  | Maurice Desimpelaere                         | Norbert Callens                              | Briek Schotte                                |
| 1947                  | Albert Sercu                                 | Julien Van Dijcke                            | Emile jr. Masson                             |
| 1948                  | André Rosseel                                | Mathieu Florent                              | Roger Desmet                                 |
| 1949                  | Raymond Impanis                              | Lionel Van Brabant                           | Maurice Mollin                               |
| 1950                  | André Rosseel                                | Emilie Vanderveken                           | Jules Depoorter                              |
| 1951                  | Raymond Impanis                              | Marcel Hendrickx                             | André Rosseel                                |
| 1952                  | André Maelbrancke                            | Lode Wouters                                 | Karel Debaere                                |
| 1953                  | Briek Schotte                                | Adriaan Voorting                             | Marcel De Mulder                             |
| 1954                  | Germain Derycke                              | Briek Schotte                                | Florent Rondele                              |
| 1955                  | Briek Schotte                                | Alfred De Bruyne                             | Alfons Van Den Brande                        |
| 1956                  | Luc Demunster                                | Frans Schoubben                              | André Rosseel                                |
| 1957                  | Noël Foré                                    | Michel Van Aerde                             | André Noyelle                                |
| 1958                  | André Vlaeyen                                | Norbert Van Tieghem                          | Ernest Heyvaert                              |
| 1959                  | Roger Baens                                  | Louis Proost                                 | Briek Schotte                                |
| 1960                  | Arthur De Cabooter                           | Edgard Sorgeloos                             | Julien Schepens                              |
| 1961                  | Maurice Meuleman                             | Romain Van Wynsberghe                        | Léon Van Daele                               |
| 1962                  | Martin Van Geneugden                         | Piet Rentmeester                             | Piet van Est                                 |
| 1963                  | Clément Roman                                | Dieter Puschel                               | Robert Seneca                                |
| 1964                  | Piet van Est                                 | Etienne Vercauteren                          | Jos Dewit                                    |
| 1965                  | Alfons Hermans                               | Julien Haelterman                            | Roger De Breuker                             |
| 1966                  | Walter Godefroot                             | Willy Bocklant                               | Peter Post                                   |
| 1967                  | Daniel Van Ryckeghem                         | Georges Vandenberghe                         | Joseph Spruyt                                |
| 1968                  | Walter Godefroot                             | Willy Monty                                  | Bernard Van De Kerckhove                     |
| 1969                  | Eric Leman                                   | Albert Van Vlierberghe                       | Willy Vanneste                               |
| 1970                  | Daniel Van Ryckeghem                         | Eric Leman                                   | Frans Verbeeck                               |
| 1971                  | non disputata                                | non disputata                                | non disputata                                |
| 1972                  | Marc Demeyer                                 | Noël Vantyghem                               | Eddy Verstraeten                             |
| 1973                  | Roger Loysch                                 | Joseph Abelshausen                           | Freddy Maertens                              |
| 1974                  | Louis Verreydt                               | Ronald De Witte                              | René Pijnen                                  |
| 1975                  | Cees Priem                                   | Tino Tabak                                   | Roger Swerts                                 |
| 1976                  | Willy Planckaert                             | Marc Demeyer                                 | Walter Planckaert                            |
| 1977                  | Walter Planckaert                            | Luc Leman                                    | Marc Demeyer                                 |
| 1978                  | Jos Schipper                                 | Frank Hoste                                  | Guido Van Sweevelt                           |
| 1979                  | Gustaaf Van Roosbroeck                       | Walter Planckaert                            | Jan Raas                                     |
| 1980                  | Johan van der Meer                           | Jan Raas                                     | Guido Van Sweevelt                           |
| 1981                  | Frank Hoste                                  | Cees Priem                                   | Gerrit Van Gestel                            |
| 1982                  | Jan Raas                                     | Jean-Luc Vandenbroucke                       | Eddy Vanhaerens                              |
| 1983                  | Étienne De Wilde                             | Jan Raas                                     | Eric Vanderaerden                            |
| 1984                  | Walter Planckaert                            | Rudy Matthijs                                | Marc Sergeant                                |
| 1985                  | Eddy Planckaert                              | Eric Vanderaerden                            | Jos Lieckens                                 |
| 1986                  | Eric Vanderaerden                            | Adrie van der Poel                           | Peter Stevenhaagen                           |
| 1987                  | Jelle Nijdam                                 | Herman Frison                                | Sean Kelly                                   |
| 1988                  | John Talen                                   | Fons De Wolf                                 | Nico Verhoeven                               |
| 1989                  | Dirk De Wolf                                 | Theo de Rooy                                 | Johan Museeuw                                |
| 1990                  | Edwig Van Hooydonck                          | Adrie van der Poel                           | Marc Sergeant                                |
| 1991                  | Eric Vanderaerden                            | Uwe Raab                                     | Remig Stumpf                                 |
| 1992                  | Olaf Ludwig                                  | Michel Zanoli                                | Jean-Pierre Heynderickx                      |
| 1993                  | Johan Museeuw                                | Franco Ballerini                             | Jo Planckaert                                |
| 1994                  | Carlo Bomans                                 | Marc Sergeant                                | Ludwig Willems                               |
| 1995                  | Jelle Nijdam                                 | Tom Steels                                   | Adriano Baffi                                |
| 1996                  | Tristan Hoffman                              | Edwig Van Hooydonck                          | Brian Holm                                   |
| 1997                  | Andrei Tchmil                                | Ludovic Auger                                | Hans Declqercq                               |
| 1998                  | Tom Steels                                   | Johan Capiot                                 | Andrei Tchmil                                |
| 1999                  | Johan Museeuw                                | Michel Van Haecke                            | Chris Peers                                  |
| Dwars door Vlaanderen |                                              |                                              |                                              |
| 2000                  | Tristan Hoffman                              | Peter Van Petegem                            | Lars Michaelsen                              |
| 2001                  | Niko Eeckhout                                | Wilfried Peeters                             | Arvis Piziks                                 |
| 2002                  | Baden Cooke                                  | László Bodrogi                               | Jo Planckaert                                |
| 2003                  | Robbie McEwen                                | Baden Cooke                                  | Max van Heeswijk                             |
| 2004                  | Ludovic Capelle                              | Jaan Kirsipuu                                | Roger Hammond                                |
| 2005                  | Niko Eeckhout                                | Roger Hammond                                | Gabriele Balducci                            |
| 2006                  | Frederik Veuchelen                           | Jeremy Hunt                                  | Lloyd Mondory                                |
| 2007                  | Tom Boonen                                   | Niko Eeckhout                                | Stuart O'Grady                               |
| 2008                  | Sylvain Chavanel                             | Steven de Jongh                              | Niko Eeckhout                                |
| 2009                  | Kevin Van Impe                               | Niko Eeckhout                                | Tom Boonen                                   |
| 2010                  | Matti Breschel                               | Björn Leukemans                              | Niki Terpstra                                |
| 2011                  | Nick Nuyens                                  | Geraint Thomas                               | Tyler Farrar                                 |
| 2012                  | Niki Terpstra                                | Sylvain Chavanel                             | Koen de Kort                                 |
| 2013                  | Oscar Gatto                                  | Borut Božič                                  | Mathew Hayman                                |
| 2014                  | Niki Terpstra                                | Tyler Farrar                                 | Borut Božič                                  |
| 2015                  | Jelle Wallays                                | Edward Theuns                                | Dylan van Baarle                             |
| 2016                  | Jens Debusschere                             | Bryan Coquard                                | Edward Theuns                                |
| 2017                  | Yves Lampaert                                | Philippe Gilbert                             | Aleksej Lucenko                              |
| 2018                  | Yves Lampaert                                | Mike Teunissen                               | Sep Vanmarcke                                |
| 2019                  | Mathieu van der Poel                         | Anthony Turgis                               | Bob Jungels                                  |
| 2020                  | annullata a causa della pandemia di COVID-19 | annullata a causa della pandemia di COVID-19 | annullata a causa della pandemia di COVID-19 |
| 2021                  | Dylan van Baarle                             | Christophe Laporte                           | Tim Merlier                                  |
| 2022                  | Mathieu van der Poel                         | Tiesj Benoot                                 | Thomas Pidcock                               |
| 2023                  | Christophe Laporte                           | Oier Lazkano                                 | Neilson Powless                              |
| 2024                  | Matteo Jorgenson                             | Jonas Abrahamsen                             | Stefan Küng                                  |
| 2025                  | Neilson Powless                              | Wout Van Aert                                | Tiesj Benoot                                 |

### Vittorie per nazione
Aggiornato all'edizione 2025.
| Pos. | Paese       | Vittorie |
| ---- | ----------- | -------- |
| 1    | Belgio      | 54       |
| 2    | Paesi Bassi | 15       |
| 3    | Australia   | 2        |
| 3    | Francia     | 2        |
| 3    | Stati Uniti | 2        |
| 5    | Germania    | 1        |
| 5    | Ucraina     | 1        |
| 5    | Danimarca   | 1        |
| 5    | Italia      | 1        |